# Barão de São Francisco (Brasil)
Barão de São Francisco foi um título brasileiro criado por D. Pedro II do Brasil, em favor a Joaquim Inácio de Siqueira Bulcão.
Titulares
1. Joaquim Inácio de Siqueira Bulcão (1768–1829);
2. José de Araújo Aragão Bulcão (1795–1865) – filho do anterior;
3. Antônio de Araújo Aragão Bulcão (1833–1895) – filho do anterior.